# جون ميلاندر (لاعب كرة قدم أمريكية)
جون ميلاندر (بالإنجليزية: Jon Melander)‏ هو لاعب كرة قدم أمريكية أمريكي، ولد في 5 أكتوبر 1966 في فريدلي في الولايات المتحدة.